# Districtul Galanta

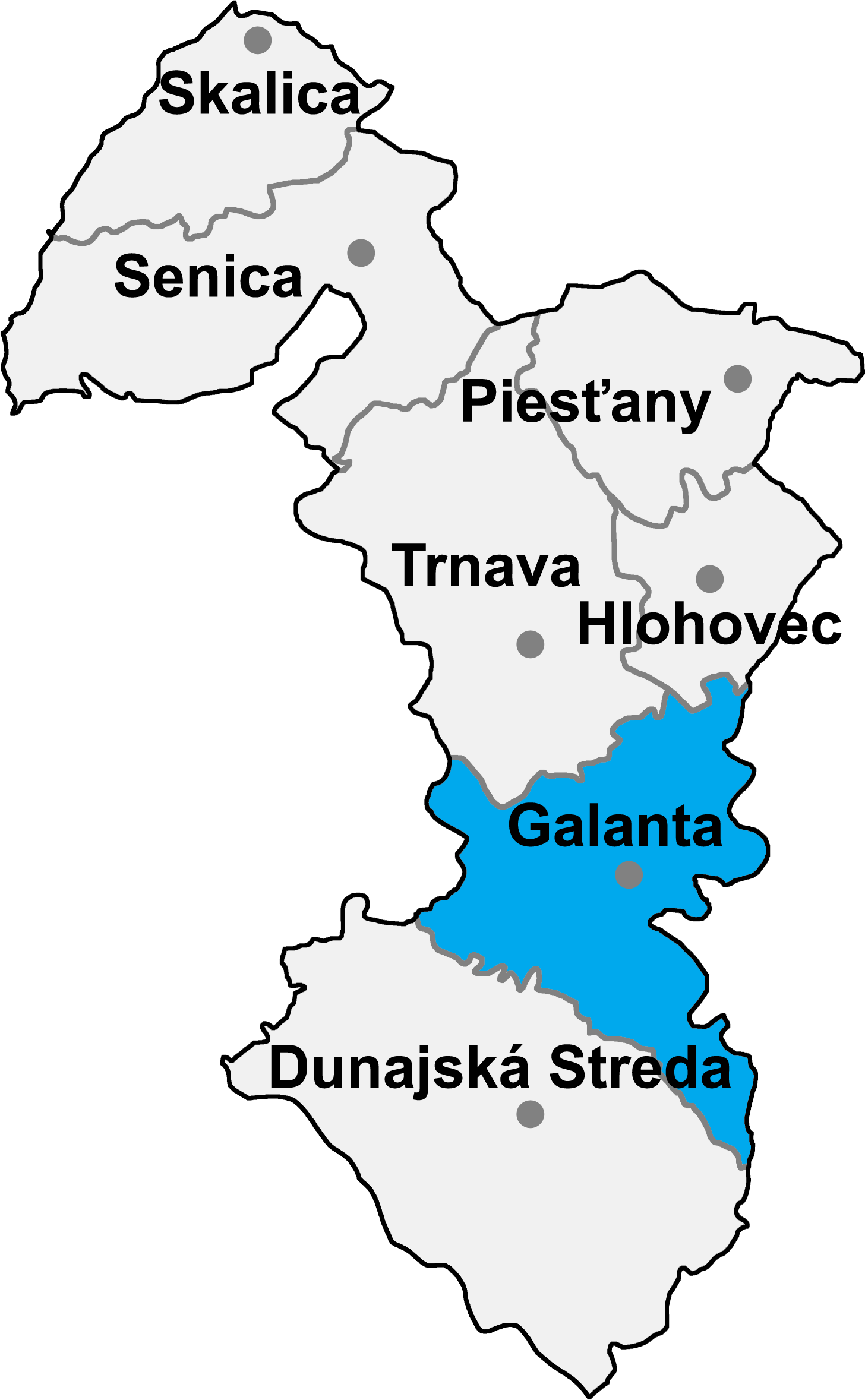
Districtul Galanta

Districtul Galanta (okres Galanta) este un district în Slovacia vestică, în Regiunea Trnava. 

## Demografie
| An:                | 1994   | 2004   | 2014   | 2024   |
| ------------------ | ------ | ------ | ------ | ------ |
| Număr de persoane: | 93.667 | 94.936 | 93.682 | 95.210 |
| Diferență:         |        | +1,35% | −1,32% | +1,63% |

| An:                | 2023   | 2024   |
| ------------------ | ------ | ------ |
| Număr de persoane: | 95.457 | 95.210 |
| Diferență:         |        | −0,25% |

## Comune
- Abrahám
- Čierna Voda
- Čierny Brod
- Dolná Streda
- Dolné Saliby
- Dolný Chotár
- Galanta
- Gáň
- Horné Saliby
- Hoste
- Jánovce
- Jelka
- Kajal
- Košúty
- Kráľov Brod
- Malá Mača
- Matúškovo
- Mostová
- Pata
- Pusté Sady
- Pusté Úľany
- Sereď
- Sládkovičovo
- Šalgočka
- Šintava
- Šoporňa
- Tomášikovo
- Topoľnica
- Trstice
- Váhovce
- Veľká Mača
- Veľké Úľany
- Veľký Grob
- Vinohrady nad Váhom
- Vozokany
- Zemianske Sady